# Bolesław Jaśkiewicz (krajoznawca)
Bolesław Jaśkiewicz (ur. 8 stycznia 1936, zm. 27 czerwca 2022 w Polanicy-Zdroju) – polski nauczyciel, przewodnik turystyczny, działacz PTTK na ziemi kłodzkiej, redaktor „Gazety Gmin”.

## Życiorys

### Edukacja i młodość
Urodził się w 1936 w okolicach Częstochowy. Po zdaniu egzaminu maturalnego w 1955 przeprowadził się do Polanicy-Zdroju, gdzie objął posadę nauczyciela historii, geografii i rysunków w miejscowej szkole podstawowej. Prowadził tu także drużynę harcerską. Po przewędrowaniu w 1956 szlaków turystycznych na ziemi kłodzkiej poprowadził po nich pierwszy obóz wędrowny. Po powrocie z wojska znalazł zatrudnienie w nowo powstałej Szkole Podstawowej nr 2 w Polanicy-Zdroju. Zaangażował się w ruch krajoznawczy, zaczął amatorsko malować oraz podjął studia na Państwowej Wyższej Szkole Sztuk Plastycznych we Wrocławiu, które musiał jednak przerwać.

### Przewodnik turystyczny
Następnie podjął pracę zawodowego przewodnika działając jednocześnie w ruchu krajoznawczo-turystycznym. Przez pięć kadencji był członkiem władz oddziału PTTK „Ziemi Kłodzkiej”, prezesując mu w latach 1962–1963. W tym czasie należał do najmłodszych prezesów tej organizacji w okręgu wrocławskim. Niedługo potem stał się czołowym przewodnikiem dolnośląskim, instruktorem przewodnictwa sudeckiego oraz krajoznawstwa polskiego. Przez wiele lat był również członkiem dolnośląskich władz przewodnickich i wojewódzkiej komisji szkoleniowo-egzaminacyjnej, przewodniczył komisji szkoleniowej koła przewodników kłodzkiego PTTK, jako długoletni wiceprezes, a w latach 1988–1992 prezes. Opracował przewodnickie skrypty szkoleniowe oraz materiały dotyczące historii koła przewodników. W latach 70. i 80. XX wieku regionalne Biuro Obsługi Ruchu Turystycznego PTTK, mające siedzibę w Polanicy i należące do czołowych tego typu placówek w kraju, prowadziło niezwykle ożywioną działalność promocyjną, a większość jej licznych materiałów redagował Jaśkiewicz.
Jako przewodnik prowadził wiele prestiżowych wycieczek specjalistycznych i szkoleniowych. Podczas swojej wieloletniej pracy poprowadził około 150 tysięcy turystów. Ostatnią ważną wycieczkę grupy dziennikarzy turystycznych, mających promować region poprowadził w 1997. Po tej wycieczce piękną laurkę w paryskiej „Kulturze”, wystawiła mu znana publicystka Ewa Berberyusz.

### Nagrody
Otrzymał za swoją działalność wiele krajowych, regionalnych i wojewódzkich odznaczeń, w tym złotą i srebrną odznakę PTTK, złotą odznakę Zasłużony Działacz Turystyki. W 1985 w Zakopanem na obchodach 110-lecia polskiego przewodnictwa turystycznego otrzymał honorowy medal Zarządu Głównego PTTK i jako jeden spośród dwóch przewodników sudeckich został odznaczony Srebrnym Krzyżem Zasługi. Złotą odznaką honorową Zasłużony Popularyzator Wiedzy i srebrną odznaką „Za opiekę nad zabytkami” wyróżniono go za inną dziedzinę aktywności – działalność popularyzatorską. Jako prelegent Towarzystwa Wiedzy Powszechnej i Dolnośląskiego Towarzystwa Społeczno-Kulturalnego mówiąc o atrakcjach turystycznych regionu i jego zabytkach wygłosił tysiące prelekcji ilustrowanych przeźroczami dla wczasowiczów, kuracjuszy, uczestników kolonii i uczniów.

### Działalność na emeryturze
Z uwagi na chorobę zrezygnował z działalności przewodnickiej. Wraz z kilkoma innymi pasjonatami od stycznia 1995 podjął się redagowania lokalnego tygodnika – „Gazety Gmin”. Pismo to współtworzył przez dziesięć i pół roku, dopóki kolejny raz choroba nie ograniczyła jego aktywności życiowej. W międzyczasie przygotował przewodnik po Polanicy (do tej pory trzy wydania) i zredagował wydaną nakładem Towarzystwa Miłośników Polanicy wspomnieniową pozycję – Zakochani w Polanicy. W 2007 został obdarzony tytułem Zasłużonego Obywatela miasta Polanica-Zdrój.

## Niektóre publikacje
- Bolesław Jaśkiewicz, Z dziejów Koła Przewodników Sudeckich przy Oddziale PTTK „Ziemi Kłodzkiej”, w: V Forum Krajoznawstwa Dolnośląskiego. Materiały spotkania dolnośląskich Krajoznawców w Polanicy Zdroju, 3–4 kwietnia 1976, poświęconego początkom turystyki na Ziemi Kłodzkiej, red. Krzysztof Radosław Mazurski, Polanica-Zdrój, PTTK, 1976, s. 36–44. OCLC nr 830612872.
- Bolesław Jaśkiewicz, Zakochani w Polanicy. Wspomnienia pionierów i o pionierach, Duszniki-Zdrój, Wydaw. Gazeta Gmin, nakł. Towarzystwa Miłośników Polanicy, 1997. ISBN 978-83-87411-00-8
- Bolesław Jaśkiewicz, Przewodnictwo na Ziemi Kłodzkiej w latach 1947–1960, w: 50 lat Oddziału PTT-PTTK "Ziemi Kłodzkiej", oprac. red. R. Kuźmińska, Kłodzko 1998, s. 33–39.
- Bolesław Jaśkiewicz, Polanica Zdrój. Przewodnik turystyczny, Biuro Usług Turystycznych „Pol-Kart”; Urząd Miasta, 2002. ISBN 978-83-910383-1-4
- Bolesław Jaśkiewicz, Polanica-Zdrój. Zabytki i legendy, wyd. 2, Polanica-Zdrój, Towarzystwo Miłośników Polanicy, 2021. ISBN 978-83-922072-4-5